# Alberto Acosta Palma
Alberto Enrique Acosta Palma (8 de abril de 1973) es un deportista mexicano que compitió en saltos de plataforma. Ganó una medalla de plata en los Juegos Panamericanos de 1995, en la prueba individual.

## Palmarés internacional
| Juegos Panamericanos | Juegos Panamericanos      | Juegos Panamericanos | Juegos Panamericanos |
| Año                  | Lugar                     | Medalla              | Prueba               |
| -------------------- | ------------------------- | -------------------- | -------------------- |
| 1995                 | Mar del Plata (Argentina) | Medalla de plata     | Plataforma 10 m      |